# Vinh Quý
Vinh Quý là một xã thuộc tỉnh Cao Bằng, Việt Nam.

## Địa lý
Xã Vinh Quý nằm ở phía nam huyện Hạ Lang, có vị trí địa lý:
- Phía đông giáp xã Thống Nhất
- Phía tây giáp huyện Quảng Hòa và xã An Lạc
- Phía nam giáp xã Cô Ngân và xã Thống Nhất
- Phía bắc giáp thị trấn Thanh Nhật và xã An Lạc.

Xã Vinh Quý có diện tích 43,56 km², dân số năm 2019 là 1.723 người, mật độ dân số đạt 40 người/km².
Trên địa bàn xã có một số ngọn núi như Phia Ná, Lũng Om, Pác Moóc. Sông Bắc Vọng tạo thành ranh giới tự nhiên phái tây bắc của xã.

## Lịch sử
Ngày 15 tháng 9 năm 1969, giải thể huyện Hạ Lang, xã Vinh Quý được sáp nhập vào huyện Quảng Hòa.
Ngày 1 tháng 9 năm 1981, xã Vinh Quý được chuyển về huyện Hạ Lang vừa tái lập.
Đến năm 2019, xã Vinh Quý được chia thành 13 xóm: Quyếng Bủng, Đỏng Rẳng, Khum Đin, Khâu Lừa, Lũng Phải, Rung Ry, Bản Mỉn, Pác Hoan, Bản Sao, Bản Thần, Sộc Nhương, Nhi Liêu, Bản Làn.
Ngày 9 tháng 9 năm 2019, Hội đồng Nhân dân tỉnh Cao Bằng ban hành Nghị quyết số 27/NQ-HĐND về việc:
- Sáp nhập hai xóm Sộc Nhương và Pác Hoan thành xóm Nhương Hoan
- Sáp nhập hai xóm Quyến Bủng và Bản Thần thành xóm Đông Nam
- Sáp nhập hai xóm Rung Ry và Đỏng Rẳng vào xóm Khum Đin
- Sáp nhập ba xóm Nhi Liêu, Lũng Phải, Bản Mỉn thành xóm Bắc Vọng
- Sáp nhập hai xóm Bản Làn và Khâu Lừa thành xóm Làn Lừa.

## Hành chính
Xã Vinh Quý được chia thành 6 xóm: Bản Sao, Bắc Vọng, Đông Nam, Khum Đin, Làn Lừa, Nhương Hoan.